# Chocoheros microlepis
Chocoheros microlepis ist ein bisher wenig erforschter Süßwasserfisch aus der Familie der Buntbarsche, der endemisch im Río Baudó im westandinen Kolumbien vorkommt.
Seit der Erstbeschreibung im Jahr 1960 ist die Art nie wieder gefangen worden.

## Merkmale
Chocoheros microlepis ist relativ schlank und erreicht eine Körperlänge von etwa 19 cm und ist mit seinem langen Schwanzstiel und der großen Schwanzflosse ein exzellenter Schwimmer. Die Fische sind von silbriger Grundfärbung; auf den Körperseiten befinden sich sechs breite, dunkle Querbinden. Der fünfte enthält einen dunklen Seitenfleck. Ein weiterer, schmaler und senkrecht stehender Fleck liegt auf der Schwanzwurzel. Die Schuppen der Körperseiten haben dunkle Ränder, die zusammen ein feines Netzmuster bilden. Die Rückenflosse, vor allem der von Hartstrahlen gestützte Abschnitt, ist niedrig. Von allen anderen verwandten heroinen Buntbarschen unterscheidet sich Chocoheros microlepis durch die hohe Zahl von Schuppen entlang der Seitenlinie (50 bis 52 vs. weniger als 35), was als abgeleitetes (apomorphes) Merkmal gewertet wird, durch das Art und Gattung diagnostiziert werden können. Die dicken Lippen und das leicht unterständige Maul deuten darauf hin, dass Chocoheros microlepis den Aufwuchs von Felsen abweidet. Seine Augen stehen relativ hoch.

## Systematik
Die Art wurde 1960 durch Georg Dahl unter dem Namen Cichlasoma microlepis beschrieben. Das Art-Epitheton verweist auf die kleinen Schuppen (microlepis = kleine Schuppen). Im Jahr 2016 wurde die Gattung Chocoheros eingeführt, mit Chocoheros microlepis als einziger Art. Der Gattungsname setzt sich aus Choco und Heros zusammen. Choco ist ein alternativer Name für die Embera-Wounaan, ein indigenes Volk im Verbreitungsgebiet der Gattung in Kolumbien; Heros ist eine Buntbarschgattung. Chocoheros ist die Schwestergattung von Mesoheros, aus der gleichen Gegend aber mit einem weiter reichenden Verbreitungsgebiet.